# Lumbrineris penascensis
Lumbrineris penascensis är en ringmaskart som beskrevs av Fauchald 1970. Lumbrineris penascensis ingår i släktet Lumbrineris och familjen Lumbrineridae. Inga underarter finns listade i Catalogue of Life.